# Дендеш
Дендеш (словац. Dendeš) — річка в Словаччині, права притока Правотицького потоку, протікає в окрузі Бановці-над-Бебравою.
Довжина приблизно 3,1-3.2 км. Витік знаходиться в масиві Нітранські пагорби (геоморфологічна підодиниця Бановські пагорби); на висоті близько 275-278 метрів.
Протікає територією села Правотиці. Впадає у Правотицький потік на висоті приблизно 205 метрів.